# Bezgrješno Srce Marijino
Bezgrješno Srce Marijino, često i Prečisto Srce Marijino, pobožno je ime kojime Katolička Crkva naziva tjelesno Marijino srce kao simbol Marijinih kreposti, ljubavi prema Bogu i majčinske ljubavi prema čovjeku. Blagdan Bezgrješnog Srca Marijina pomičan je i slavi se u subotu nakon druge nedjelje poslije blagdana Duhova, dan nakon blagdana Presvetoga Srca Isusova.

## Povijest
Prvi se put Bezgrješno Srce Marijino spominje u Novome zavjetu, u izvješću o Isusovu prikazanju u jeruzalemskomu hramu, na kojemu je starac Šimun prorokovao kako će Marijino Srce probosti mač velike boli tj. da će mnogo patiti.
Pobožnost Bezgrješnome Srcu Marijinome intenzivno se razvila u 17. stoljeću, najviše djelovanjem sv. Ivana Eudesa. Održao je prvi blagdan u čast Bezgrješnog Srca Marijinog u jesen 1648. Utemeljio je nekoliko vjerskih društava, koja su promicala pobožnost prema Bezgrješnome Srcu Marijinu. Prije njega u manjoj su mjeri širili pobožnost sv. Bernard, sv. Matilda, sv. Gertruda, sv. Toma Becket, sv. Bernardin Sijenski i sv. Franjo Saleški.
1855. godine službeno je ustanovljen blagdan Bezgrješnog Srca Marijina za cijelu Katoličku Crkvu. Papa Ivan Pavao II. uzdigao ga je 1996. godine s neobvezatna na obvezatni spomendan.
Marijina ukazanja u Fatimi povijesno su pridonijela još većem širenju ove pobožnosti. Sestri Luciji, nakon ukazanja 1917. godine, Marija se ukazala i 1925. godine upravo s Bezgrješnim Srcem, tražeći pobožnost Bezgrješnome Srcu te potičući na posvetu Rusije Njezinomu Srcu radi zaustavljanja širenja ateističkog komunizma i radi mira u svijetu.
Marija je u Fatimi pozvala vjernike na časćenje Njezina Bezgrješnog Srca tako svakodnevnom molitvom krunice te obavljajući pobožnost pet prvih subota u mjesecu, prisustvujući u te dane svetoj Misi, primajući svetu Pričest i četvrt sata razmatrajući jedno od otajstava krunice.
Družba Isusova od 1892. godine, najprije u Sarajevu, a od 1905. godine u Zagrebu, izdaje Glasnik Srca Isusova i Marijina koji promiče štovanje Presvetoga Srca Isusova i Bezgrješnoga Srca Marijina.
Tijekom ruske invazije na Ukrajinu, 25. ožujka 2022. papa Franjo posvetio je Rusiju i Ukrajinu Bezgrješnomu Srcu Marijinu u zajedništvu s biskupima iz cijeloga svijeta. Nakon Hamasova napada na Izrael i izbijanja rata, latinski patrijarh Jeruzalema Pierbattista Pizzaballa posvetio je Svetu Zemlju Srcu Marijinu.

## Posvete

### Posvećenja svijeta Bezgrješnom Srcu Marijinu
Čitav je svijet nekoliko papa posvetilo Bezgrješnom Marijinu srcu:
- Papa Pio XII., 31. listopada 1942.
- Papa Pavao VI., 21. studenog 1964.
- Papa Ivan Pavao II., 13. svibnja 1982.
- Papa Ivan Pavao II. zajedno sa svim svjetskim biskupima, 25. ožujka 1984.
- Papa Franjo, 13. listopada 2013.

### Nacije posvećene Bezgrješnom Srcu Marijinu
Nekoliko je nacija posvećeno od svojih biskupa Bezgrješnom Srcu Marijinu, posebno:
- Portoriko (14. kolovoza 1863. - mons. Pablo Benigno Carrión)
- Ekvador (1892.)
- Portugal (1644., 1646., 13. svibnja 1931., 13. svibnja 1938., 25. ožujka 2020. - kard. António Augusto dos Santos Marto)
- Francuska (22. studenog 1940., 28. ožujka 1943.)
- Nizozemska i Belgija (15. kolovoza 1943.)
- Poljska (8. rujna 1946., 4. lipnja 1979., 6. lipnja 2017. - mons. Stanisław Gądecki, 25. ožujka 2020. - kard. António Augusto dos Santos Marto)
- Čile (1946., 8. prosinca 2019.)
- Japan (1947)
- Austrija (18. svibnja 1947.)
- Kanada (22. lipnja 1947., 1954., 1. srpnja 2017.)
- Brazil (1948.)
- Argentina (1948.)
- Australija (1948.)
- Engleska i Wales (1948. - kard. Bernard William Griffin, 18. veljače 2017., kard. Vincent Nichols)
- Bolivija (12. listopada 1948., 15. travnja 2018., 25. ožujka 2020. - kard. António Augusto dos Santos Marto)
- Indonezija (1951.)
- Njemačka (4. rujna 1954.)
- Španjolska (12. listopada 1954., 25. svibnja 2005., 25. ožujka 2020. - kard. António Augusto dos Santos Marto)
- Honduras (16. kolovoza 1959.)
- Italija (13. rujna 1959.)
- Sjedinjene Države (1792., 1846., 19. studenog 1959. - kard. Patrick O'Boyle, 11. studenog 2006.)
- Švicarska (8. prosinca 1960.)
- Angola (13. listopada 1985.)
- Mađarska (19. listopada 2006. - kard. Péter Erdő, 25. ožujka 2020. - kard. António Augusto dos Santos Marto)
- Samoa (7. prosinca 2007., 3. prosinca 2017. - mons. Alapati Lui Mataeliga)
- Dominikanska Republika (25. rujna 2008. - kard. Nicolás de Jesús López Rodríguez, 25. ožujka 2020. - iskaznica. António Augusto dos Santos Marto)
- Kolumbija (12. listopada 2008. - mons. Pedro Rubiano Sáenz, 25. ožujka 2020. - kard. António Augusto dos Santos Marto)
- Venezuela (4. svibnja 2011., 21. lipnja 2013.)
- Filipini (8. lipnja 2013., 4. svibnja 2018., 13. svibnja 2020. - nadbiskup Broderick Pabillo)
- Libanon i zemlje Bliski Istok (16. lipnja 2013., 25. lipnja 2017. - kard. Béchara Boutros Raï)
- Irska (15. kolovoza 2013. - kard. Seán Baptist Brady, 25. ožujka 2020. - mons. Eamon Martin)
- Belgija (8. prosinca 2015. - mons. André-Joseph Léonard - Crkva Svete Katarine u Bruxellesu)
- Peru (21. listopada 2016.)
- Ukrajina (23. listopada 2016. - mons. Svjatoslav Ševčuk)
- Kongo (4. veljače 2017. - kard. Pietro Parolin)
- Panama (9. ožujka 2017. - mons. José Domingo Ulloa Mendieta, 25. ožujka 2020. - kard. António Augusto dos Santos Marto)
- Sirija (13. svibnja 2017. - mons. George Abou Khazen - crkva San Francesca u Alepu)
- Rusija i zemlje  Srednja Azija (13. svibnja 2017. - kard. Paul Josef Cordes)
- Škotska (3. rujna 2017. - mons. Philip Tartaglia - svetište Carfina u Glasgowu)
- Afganistan (13. listopada 2017. - str. Giovanni Scalese)
- Nigerija (13. listopada 2017.)
- Litva (11. veljače 2018. - mons. Gintaras Grušas)
- Nikaragva (28. travnja 2018. - kard. Leopoldo Brenes, mons. Silvio José Báez Ortega, 25. ožujka 2020. - kard. António Augusto dos Santos Marto)
- Burkina Faso (2. veljače 2020. - mons. Laurent Birfuoré Dabiré)
- Albanija (25. ožujka 2020. - kard. António Augusto dos Santos Marto)
- Kostarika (25. ožujka 2020. - kard. António Augusto dos Santos Marto)
- Kuba (25. ožujka 2020. - kard. António Augusto dos Santos Marto)
- Slovačka (25. ožujka 2020. - kard. António Augusto dos Santos Marto)
- Gvatemala (25. ožujka 2020. - kard. António Augusto dos Santos Marto)
- Indija (25. ožujka 2020. - kard. António Augusto dos Santos Marto)
- Meksiko (25. ožujka 2020. - kard. António Augusto dos Santos Marto)
- Moldavija (25. ožujka 2020. - kard. António Augusto dos Santos Marto)
- Paragvaj (25. ožujka 2020. - kard. António Augusto dos Santos Marto)
- Peru (25. ožujka 2020. - kard. António Augusto dos Santos Marto)

### Područja posvećena Bezgrješnom Srcu Marijinu
- Korzika, Francuska (8. rujna 2014. - mons. Olivier de Germay)
- Sveta Zemlja (29. listopada 2023.)[3]

### Gradovi posvećeni Bezgrješnom Srcu Marijinu
- Lisabon, Portugal (19. srpnja 1985.)
- Bruxelles, Belgija (8. prosinca 2015. - mons. André-Joseph Léonard - crkva Svete Katarine u Bruxellesu)
- Alep, Sirija (13. svibnja 2017. - mons. George Abou Khazen - crkva San Francesca u Alepu)
- Detroit, Sjedinjene Američke Države (13. svibnja 2017.)

## U kulturi

### Likovnost
Brojni su prikazi Bezgrješnoga Srca Marijina kao gorućega srca, gotovo uvijek uz Srce Isusovo, na slikama, vitrajima, sličicama i dr.

### Film
- Pobjeda prečistog srca, dokumentarni film Dee Boić[4]

## Vanjske poveznice
|  | Zajednički poslužitelj ima još gradiva o temi Immaculate Heart of Mary |

Mrežna mjesta
- Obiteljska posveta Presvetim Srcima  Arhivirana inačica izvorne stranice od 4. kolovoza 2016. (Wayback Machine), Apostolatski centar "Sav Tvoj": Zagreb, 1996., ISBN 9536471019
- Glasnik Srca Isusova i Marijina  Arhivirana inačica izvorne stranice od 11. srpnja 2016. (Wayback Machine)
- Pobožnost Bezgrješnu Srcu Marijinu, Catholic Encyclopedia (engl.)
- Srce Marijino (Herz Mariä) u Marienlexikonu, www.heiligenlexikon.de (njem.)